# Vol Aeroflot 909
Le 6 mars 1976, un Iliouchine Il-18 effectuant le vol Aeroflot 909, un vol régulier entre Moscou, en Russie, et Erevan, en Arménie, s'écrase près de Verkhnyaya Khava (en), en Russie, à la suite d'une panne électrique en vol. Les 111 passagers et membres d'équipage à bord périssent dans l'accident.

## Avion
L'appareil impliqué est un Iliouchine Il-18E, immatriculé CCCP-75408. Il a volé pour la première fois en 1966 et était équipé de quatre turbopropulseurs. Au moment de l'accident, il cumule un total de 21 587 heures de vol et 9 082 cycles de vol (décollage/atterrissage).

## Accident
Le vol 909 a décollé de l'aéroport international de Vnoukovo, à Moscou, pour un vol à destination d'Erevan, en Arménie. Alors que l'appareil est au niveau de vol 260 (environ 26 000 pieds, soit 7 900 mètres), une panne électrique a désactivé certains des instruments de l'avion, notamment le compas de bord, les deux gyroscopes principaux et le pilote automatique. Le vol s'effectuant de nuit en présence d'une épaisse couche de nuages, les pilotes se sont retrouvés dans l'incapacité de savoir si le gyroscope gauche, droit ou de secours donnait des informations correctes. Après quelques manœuvres visant à rétablir l'inclinaison, l'équipage a perdu le contrôle de l'appareil, qui s'est finalement écrasé, tuant tous ceux qui se trouvait à bord.